# Théodard du Puy
Théodard ou Théotart, mort vers 1016, est un prélat français, évêque du Puy à la fin du Xe siècle et au début du XIe siècle. 

## Biographie
Théodard est un moine d'Aurillac, ami et compagnon de vie religieuse de Gerbert, le futur pape Sylvestre II.
Après qu'Étienne de Gévaudan a été déposé, Gerbert choisit en 998 Théodard comme pasteur légitime du Puy.